# سامر أبو دقة
سامر خليل سلمان أبو دقة (أبو يزن؛ 1978 في عبسان الكبيرة - 15 ديسمبر 2023 في خان يونس) هو صحفي ومصور وناقد فلسطيني، يحمل درجة البكالوريس في الصحافة والإعلام من جامعة الأزهر في غزة. بدأ عمله صحفيًا في صحيفة الشعب، انتقل عام 2004 للعمل في قناة الجزيرة وكان من مؤسسي مكتب القناة في قطاع غزة حيث عمل فيه مصورًا وفنيًا للجزيرة لأكثر من عشرين عامًا. يحمل الجنسية البلجيكية، وهو أب لثلاثة أبناء وبنت.

## الجوائز
حاصل على جائزة الصحفي العربي المتميز من اتحاد الصحفيين العرب عام 2004 وجائزة الصحفي الدولي المتميز من منظمة مراسلون بلا حدود عام 2007.

## مقتله
أُغتيل في 15 ديسمبر 2023 خلال غارة جوية على مدرسة فرحانة في خان يونس خلال الحرب الفلسطينية الإسرائيلية بعد إصابته وتركه ينزف لمدة تزيد عن خمس ساعات.